# 灰色木蓝
灰色木蓝（学名：Indigofera cinerascens）为豆科木蓝属下的一个种。

## 扩展阅读
- 維基物種上的相關：灰色木蓝